# Vogan
Vogan è il capoluogo della prefettura di Vo nel Togo.
È situato nella regione Marittima e dista circa 45 km dalla capitale Lomé. Ha poco più di 1 000 abitanti.